# Burj Elnumra
Burj Elnumra (tiếng Ả Rập: برج النمرة) là một ngôi làng Syria nằm ở Al-Dana Nahiyah ở huyện Harem, Idlib. Theo Cục Thống kê Trung ương Syria (CBS), Burj Elnumra có dân số 656 người trong cuộc điều tra dân số năm 2004.